# Tereapii Piho
Tereapii Piho ou Apii  Piho est un homme politique des îles Cook né le 25 août 1960 sur l'île de Rakahanga.

## Formation
Tereapii Piho fait ses études primaires et secondaires en Nouvelle-Zélande, puis obtient un diplôme de gestion à la New Zealand Institute of Managment (NZIM)

## Vie professionnelle
Il gère une affaire familiale dans la perliculture.

## Carrière politique
Il est élu pour la première fois dans la circonscription de Manihiki sous l'étiquette du Democratic Party lors des élections anticipées de 2006. Il intègre le gouvernement de Jim Marurai, le 23 décembre 2009 à la suite du limogeage de Terepai Maoate et de la démission de trois ministres du Democratic Party, solidaires de leur leader.

## Vie personnelle
Marié à Mehau, née Charlie, ils ont 4 enfants, 3 garçons, Desmond, Puapii, Gerald et une fille Ana. 